# Poljska čestika
Poljska čestika (kravlja trava, mošnjak ugarni, lat. Thlaspi arvense), ljekovita je   i jestiva biljka iz porodice krstašica (Brassicaceae). Raste širom Europe, te na Bliskom istoku i u središnjoj Aziji.

## Opis
Naraste do 50 cm visine. Listovi su duguljasti ili jajasti, rijetko nazubljeni. Cvjetovi bijeli. Plod plosnata, okrugla komuška.

## Sastav
Biljka je bogata vitaminom C(180-300 mg%) i karotinom(8 mg%).Sjemenke sadrže do 30 % masnog ulja.

## Uporaba
Mlada je biljka jestiva, dok se starija biljka koristi u narodnoj medicini. Biljka smanjuje ili potpuno zaustavlja krvarenje; liječi rane; posjeduje antibakterijska svojstva; zahvaljujući diuretičkom učinku pomaže kod bolesti mokraćnog sustava i jača zdravlje muškaraca; liječi upalu reproduktivnog sustava; koristi se tijekom liječenja endokrinih bolesti; u kombinaciji s drugim biljem dobra za dijabetes; koristi se za liječenje spolno prenosivih bolesti; olakšava probavu; dobra protiv ateroskleroze; kod hipotenzije .